# Monsters of Folk
Monsters of Folk es una agrupación musical estadounidense integrada por Jim James de My Morning Jacket, Conor Oberst y Mike Mogis de Bright Eyes y M. Ward de She & Him. La banda se formó en 2004 cuando sus miembros estaban en gira con sus respectivos grupos musicales y proyectos como solistas. Después de tocar juntos en el escenario y tras bambalinas, comenzaron a trabajar para producir material original. Debido a los proyectos principales de los integrantes, Monsters of Folk no terminó su primer álbum sino hasta 2009; este primer disco fue lanzado el 22 de septiembre de 2009 bajo el sello de Rough Trade Records; debutó en el sitio 143 en la lista de Billboard Top 200, y llegó a estar en el lugar número 15.
También en las listas de Billboard, logró colocarse en el tercer lugar en la lista "Top Independent Albums", en el octavo lugar en la lista "Top Rock Albums", y en el lugar número siete en la lista "Top Digital Albums" y el número seis en la lista "Top Alternative Albums".
El 23 y 24 de octubre de 2009 actuaron en la edición número 23 del acto de beneficencia Bridge School Benefit de Neil Young, en Mountain View, California en el Shoreline Amphitheater.

## Discografía

### Álbumes de estudio
- Monsters of Folk (2009)

### Sencillos
- "Say Please" (2009)
- "Dear God (Sincerely M.O.F.)" (2010)